# Giulia Grassia
Giulia Grassia (Módena, 17 de febrero de 1998) es una deportista italiana que compite en tiro, en la modalidad de tiro al plato.
Ganó dos medallas de oro en el Campeonato Mundial de Tiro al Plato de 2022, en foso por equipo y foso mixto. En los Juegos Europeos de Cracovia 2023 consiguió una medalla de bronce en la prueba de foso mixto.

## Palmarés internacional
| Campeonato Mundial | Campeonato Mundial | Campeonato Mundial | Campeonato Mundial |
| Año                | Lugar              | Medalla            | Prueba             |
| ------------------ | ------------------ | ------------------ | ------------------ |
| 2022               | Osijek (Croacia)   | Medalla de oro     | Foso por equipo    |
| 2022               | Osijek (Croacia)   | Medalla de oro     | Foso mixto         |
| Juegos Europeos    |                    |                    |                    |
| Año                | Lugar              | Medalla            | Prueba             |
| 2023               | Cracovia (Polonia) | Medalla de bronce  | Foso mixto         |